# Аеродром Париз-Орли
Аеродром Париз-Орли (фр. Aéroport de Paris-Orly) је један од два међународна аеродрома Париза, престонице Француске. Други је Аеродром Париз „Шарл де Гол”, који је већи, али је Аеродром Орли и подручно у оквиру Париза и ближи је средишту града - 13 километара јужно од њега. Орли је био главни аеродром града пре отварања Аеродрома „Шарл де Гол” 1974. године. 
Аеродром Париз-Орли је веома прометан аеродром у Француској - кроз њега 2024. године прошло преко 33 милиона путника. Тако је по промету путника то друга ваздушна лука у држави. 
На аеродрому је авио-чвориште за два авиопревозника: „Ер Карибес” и „Ер Франс”. Битни су и авиопревозници: „Вуелинг”, „Изиџет”, „Корзаир Интернасионал”, „Ла Компењ”, „Трансавија Франс” и „Френч Би”. 

## Терминали

### Терминали 1 и 2
Познат као Западни терминал до марта 2019., ова два терминала се састоје од два спрата и простора са гејтовима са четири „прста“ уместо распореда у стилу цигле. Приземље на нивоу 0 садржи објекте за доласке, укључујући осам трака за преузимање пртљага, као и неколико услужних објеката и продавница. Простор за одласке налази се на нивоу 1, где се налази још продавница и ресторана. Овај централни простор за одласке повезан је са три простора са капијама подељеним између Орли 1 (гејтови А и B) и Орли 2 (гејтови C).

### Терминал 3
Отворен у априлу 2019., Терминал 3 је спојна зграда између Терминала 1, 2 и 4. Терминал омогућава путницима да путују између свих делова аеродрома под једним кровом. Обухвата око 5.000 м2 продавница без царине, заједно са неколико ресторана и салона. У њему се налазе гејтови D и E, са директним приступом излазима за поласке Орли 4.

### Терминал 4
Раније познат као Јужни терминал, ова иновативна зграда терминала од челика и стакла из 1961. састоји се од шест спратова. Док мањи подрумски ниво -1, као и горњи нивои 2, 3 и 4 садрже само неке услужне објекте, ресторане и канцеларијски простор, ниво 0 садржи објекте за доласке, као и неколико продавница и шалтера за услуживање. Простор за аеродроме и капије за одласке налазе се на горњем нивоу 1. У чекаоници, која такође садржи неколико продавница, налазе се гејетови Е и F.